# 母子健康手帳
母子健康手帳（ぼしけんこうてちょう）とは、母子保健法第16条に基づき市町村が妊娠の届出を行った妊婦に交付する手帳のことで、妊娠中の母体や出生後の子どもの健康管理について記録する。一般に母子手帳の名でも知られる。自治体によっては親子手帳、親子健康手帳の名称を用いるところもある。
妊産婦や乳幼児の保健指導の基礎資料となると同時に、乳幼児の保護者に対する育児書の役割も果たしている。手帳の様式の前半部分は妊娠、出産までの記録、出生した子どもについては小学校入学までの定期健康審査、予防接種（ジフテリア、百日咳、破傷風、ポリオ、麻疹など）、歯の検査などの記録欄がある。後半部分は、各市町村の地域特性を生かした内容で作られている。

## 概要
妊娠した者は速やかに、市町村長に妊娠の届出をするようにしなければならず（母子保健法第15条）、市町村は届出を受けて母子健康手帳をその者に交付する（母子保健法第16条1項）。国籍や年齢に関わらず交付を受けることができる。妊娠の届出には以下の事項を記載しなければならない（母子保健法施行規則第3条）。
- 届出年月日
- 氏名、年齢、個人番号及び職業
- 居住地
- 妊娠月数
- 医師又は助産師の診断又は保健指導を受けたときは、その氏名
- 性病及び結核に関する健康診断の有無

母子健康手帳の様式は、以下の事項を示した面を設けるものとする（母子保健法第16条3項、母子保健法施行規則第7条）。このほかに、市町村ごとに独自の面を設けることもでき、母親自身が子供の成長記録を記載する欄もある。また、特に外国人の居住人口が多い市区町村、例えば神奈川県川崎市や横浜市、静岡県浜松市など、独自に日本語以外の言語で書かれた母子健康手帳が作成されている。
- 様式第三号に定める面[3]
- 日常生活上の注意、健康診査の受診勧奨、栄養の摂取方法、歯科衛生等妊産婦の健康管理に当たり必要な情報
- 育児上の注意、疾病予防、栄養の摂取方法、歯科衛生等乳幼児の養育に当たり必要な情報
- 予防接種の種類、接種時期、接種に当たっての注意等、ワクチン予防接種に関する情報
- 母子保健に関する制度の概要、児童憲章等母子保健の向上に資する情報
- 母子健康手帳の再交付に関する手続等母子健康手帳を使用するに当たっての留意事項

妊産婦は、医師・歯科医師、助産師又は保健師について、健康診査又は保健指導を受けたときは、その都度、母子健康手帳に必要な事項の記載を受けなければならない。乳児又は幼児の健康診査又は保健指導を受けた当該乳児又は幼児の保護者についても、同様とする（母子保健法第16条2項）。幼稚園や保育園、小学校等に入園・入学する際に記載事項の確認を求められることがある。
当事者活動の成果として、母子手帳と一緒に使える小冊子を発行する団体もあり、各自治体でも運用されている。体重1500グラム未満で生まれた子どものための「リトルベビーハンドブック」、多胎児のための「ふたご手帖」、ダウン症の子どものための「+Happyしあわせのたね」などが知られている。
また、不要になったとしても捨てることなく、成人になったときにワクチン接種歴や基礎疾患などの確認を求められた際、その確認に役立つので、母子手帳を保管しておくのが望ましい。

## 歴史

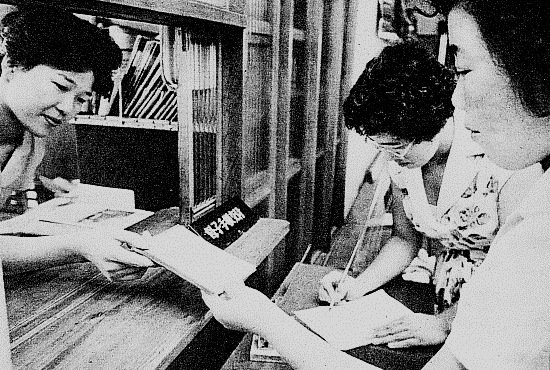
1960年頃の母子手帳交付

- 太平洋戦争直前の日本では、1937年（昭和12年）に保健所法（現在の地域保健法）が施行され、妊産婦と乳幼児の保健指導が保健所の職務とされた。これは1941年（昭和16年）の人口政策確立要綱[7]で見られる「1夫妻5児」「産めよ殖やせよ」のような、戦時体制下に日本軍の徴兵制度による、極端な人口増加施策の一環であった。こうした結果、目的や結果はともかく、出産〜保育の環境が著しく急速に整備された。ジョイセフはこの政策を「歴史的に見て、個人の権利を侵害する決定」と評価している[8]。
- 1942年（昭和17年）、妊産婦の健康管理を目的とし、国による妊産婦手帳制度が発足。戦時下においても、物資の優先配給が保証されるとともに、定期的な医師の診察を促すことを目的とした。また国民体力法に基づき、子どもの健康管理を目的とする乳幼児体力手帳が発行された。
- 1948年（昭和23年） - 児童福祉法施行。妊産婦手帳と乳幼児体力手帳を統合し母子手帳と改められた。5月12日から厚生省が配布開始[9]。
- 1961年（昭和36年） - 琉球政府によりアメリカ合衆国統治下の沖縄において母子手帳の交付が開始される[10]。
- 1966年（昭和41年）1月 - 母子保健法施行。児童福祉法等の諸法令に基づく母子保健規定を統合し、名称も母子健康手帳と改められた。
- 1981年（昭和56年） - 母子保健法の改正に伴い、母親が成長記録が書き込める方式へ変更された。
- 1992年（平成4年）4月 - 母子保健法の改正によって、都道府県交付から市町村交付へと変更された[11]。

## 世界への普及
日本独自に発展した母子健康手帳であったが、1980年代に特殊法人国際協力事業団の研修で、日本を訪れていたインドネシア人の医師が、母子の健康に貢献する有効性に着目し、母国での普及を思い立つ。
インドネシアでは国際協力事業団の働きかけにより、1989年から試験的に手帳の配布を開始。有効性を認識した日本国政府も支援に乗り出し、1998年からは「母と子の健康手帳プロジェクト」として普及が進められた。インドネシア版の母子健康手帳は、日本の手帳と比べて大型（A5ノートサイズ）で、イラストを多用するなど、文盲の母親が存在したとしても理解できるように工夫されており、簡易な育児書としても活用できるよう工夫されている。2007年からは、インドネシアがパレスチナやアフガニスタンでの普及に協力することとなった。
インドネシアでの成功により、独立行政法人国際協力機構では母子健康手帳を意識した研修指導を行うようになり、南アメリカやアフリカでの普及を進めている。

## 文献
- 母子健康手帳の交付・活用の手引き